# Панамериканский чемпионат по дзюдо 2009
Панамериканский чемпионат по дзюдо 2009 года прошёл 25-30 марта в городе Буэнос-Айрес (Аргентина). Чемпионат был 34-м по счёту и четвёртым, прошедшим под эгидой Панамериканской конфедерации дзюдо.

## Медалисты

### Мужчины
| Категория            | Золото                       | Серебро                       | Бронза                                              |
| -------------------- | ---------------------------- | ----------------------------- | --------------------------------------------------- |
| до 55 кг             | Дамиан Виллалба · Аргентина  | Доданим Барбоса · Колумбия    | Коннор Мурта · США Шуджон Мазумдер · Канада         |
| до 60 кг             | Хавьер Гуэдес · Венесуэла    | Фразер Уилл · Канада          | Йосмани Пикер · Куба Аарон Кунихиро · США           |
| до 66 кг             | Жуан Дерли · Бразилия        | Мигель Албаррасин · Аргентина | Мишель Попил · Канада Луис Галиндо · Колумбия       |
| до 73 кг             | Леонарод Гильермо · Бразилия | Николас Триттон · Канада      | Майкл Элдред · США Йорданис Аренсибиа · Куба        |
| до 81 кг             | Трэвис Стивенс · США         | Флавиу Канту · Бразилия       | Луис Ретамалес · Чили Эммануэль Люсенти · Аргентина |
| до 90 кг             | Александр Эмонд · Канада     | Эдуардо Сантос · Бразилия     | Гарри Легер · США Гонсало Хуаман · Чили             |
| до 100 кг            | Орейдис Деспайне · Куба      | Кристиан Шмидт · Аргентина    | Скотт Эдвард · Канада Лучано Корреа · Бразилия      |
| свыше 100 кг         | Оскар Брайсон · Куба         | Жуан Шлиттлер · Бразилия      | Орландо Бассино · Аргентина Карлос Зегарра · Перу   |
| Абсолютная категория | Лучано Корреа · Бразилия     | Оскар Брайсон · Куба          | Луис Салазар · Колумбия Эктор Бермудес · Аргентина  |

### Женщины
| Категория            | Золото                       | Серебро                      | Бронза                                                 |
| -------------------- | ---------------------------- | ---------------------------- | ------------------------------------------------------ |
| до 44 кг             | Стеффани Гаратейо · Колумбия | Жаклин Солис · Гватемала     | Антониета Галлегуиллос · Чили Тэйлор Ибера · США       |
| до 48 кг             | Паула Парето · Аргентина     | Лус Альварес · Колумбия      | Сара Менезес · Бразилия Эдна Каррильо · Мексика        |
| до 52 кг             | Янет Акоста · Куба           | Юлиет Санчес · Колумбия      | Оритиа Гонсалес · Аргентина Гленда Миранда · Эквадор   |
| до 57 кг             | Юрислейди Лупетей · Куба     | Даниэль Занграндо · Бразилия | Жулиан Мелансон · Канада Диана Виллависенсио · Эквадор |
| до 63 кг             | Даниэла Круковер · Аргентина | Даниэлли Юри · Бразилия      | Карина Акоста · Мексика Ясис Баррето · Венесуэла       |
| до 70 кг             | Юри Альвеар · Колумбия       | Мария Портела · Бразилия     | Сараи Мендоса · Сальвадор Келита Зупанчич · Канада     |
| до 78 кг             | Калиема Антомарчи · Куба     | Энни Кортэс · Колумбия       | Эми Коттон · Канада Дебора де Соуза · Бразилия         |
| свыше 78 кг          | Идалис Ортис · Куба          | Клаудирене Сезар · Бразилия  | Ванесса Замботти · Мексика Кармен Чала · Эквадор       |
| Абсолютная категория | Идалис Ортис · Куба          | Ванесса Замботти · Мексика   | Кармен Чала Клаудирене Сезар · Бразилия                |

## Медальный зачёт
*   Принимающая страна (Аргентина)
| Место           | Страна          | Золото | Серебро | Бронза | Всего |
| --------------- | --------------- | ------ | ------- | ------ | ----- |
| 1               | Куба            | 7      | 1       | 2      | 10    |
| 2               | Бразилия        | 3      | 7       | 4      | 14    |
| 3               | Аргентина*      | 3      | 2       | 4      | 9     |
| 4               | Колумбия        | 2      | 4       | 2      | 8     |
| 5               | Канада          | 1      | 2       | 6      | 9     |
| 6               | США             | 1      | 0       | 5      | 6     |
| 7               | Венесуэла       | 1      | 0       | 1      | 2     |
| 8               | Мексика         | 0      | 1       | 3      | 4     |
| 9               | Гватемала       | 0      | 1       | 0      | 1     |
| 10              | Эквадор         | 0      | 0       | 4      | 4     |
| 11              | Чили            | 0      | 0       | 3      | 3     |
| 12              | Пуэрто-Рико     | 0      | 0       | 1      | 1     |
| 12              | Сальвадор       | 0      | 0       | 1      | 1     |
| Всего стран: 13 | Всего стран: 13 | 18     | 18      | 36     | 72    |